# Trenton, Florida
Trenton är administrativ huvudort i Gilchrist County i den amerikanska delstaten Florida. Orten har fått sitt namn efter Trenton i Tennessee. Täckmuseet Trenton Quilt Museum är en av sevärdheterna i Trenton.

## Kända personer från Trenton
- Easton Corbin, countrysångare